# St. Laurentius (Löhne)

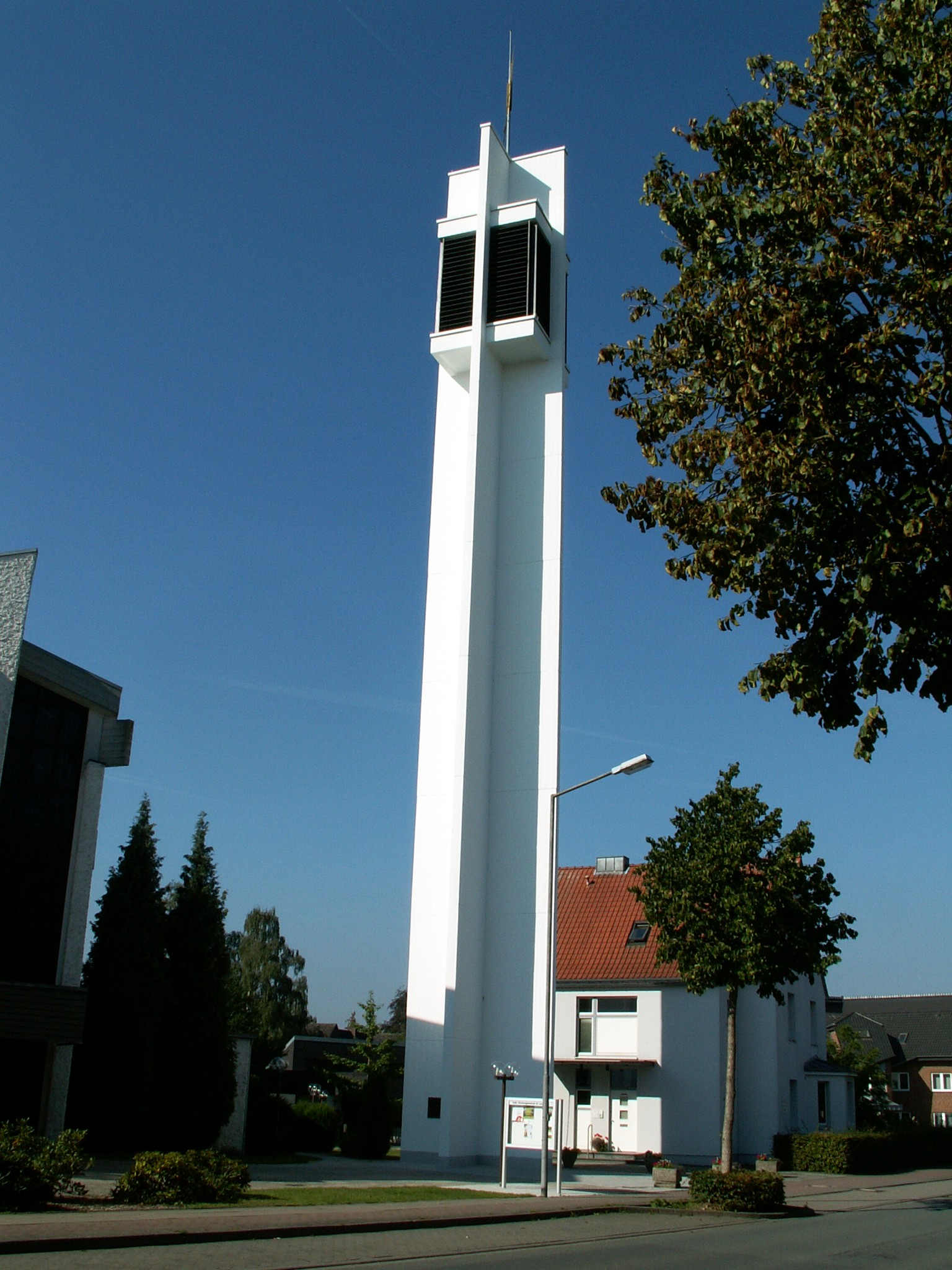
Kirchturm

St. Laurentius ist die einzige römisch-katholische Kirche in Löhne, in Ostwestfalen-Lippe, Nordrhein-Westfalen. Die Pfarrei gehört zum Pastoralen Raum WerreWeser im Dekanat Herford-Minden des Erzbistums Paderborn. Ihr angeschlossen ist die Markus-Kapelle im „Caritas Seniorencentrum St. Laurentius“.

## Geschichte
Nachdem nach dem Zweiten Weltkrieg viele Flüchtlinge aus dem Osten gekommen waren, wuchs die katholische Gemeinde schnell an, so dass 1947 die erste Kirche gebaut wurde. Auf Grund von baulichen Mängeln wurde diese aber schon 1951 wieder abgerissen. Die heutige Kirche wurde 1965/67 errichtet.
Im Jahre 2002 wurde der Pastoralverbund Löhne-Vlotho eingerichtet und Löhne somit zum Sitz des Pastoralverbundleiters.
Durch die Errichtung des Pastoralen Raumes WerreWeser im Sommer 2015 wurde der Pastoralverbund abgelöst. Dessen Leiter ist der Pfarrer in St. Peter und Paul in Bad Oeynhausen. Damit hat die Pfarrei St. Laurentius erstmals eine dauerhaft vakante Pfarrstelle und wird durch die Seelsorger im Pastoralen Raum WerreWeser betreut.

## Ausstattung

### Orgel
Die Orgel hat 19 Register.

### Sakramentskapelle
In den letzten Jahren wurde die Sakramentskapelle renoviert, um einen neuen, kleineren, Gottesdienstraum für die Werktagsgottesdienste zu schaffen und so auch Energie zu sparen. Sie wurde durch eine Glaswand vom Hauptschiff abgetrennt, ein neuer Holzaltar wurde aufgestellt und der Tabernakel wurde gedreht.

### Kirchturm
Der ca. 30 m hohe Kirchturm wurde 2010 renoviert. In jedem seiner vier Bereiche ist eine Glocke zu finden.

### Glocken
- Glocke aus Ebersdorf (heute Domaszków)